# Porto flip
Le porto flip ou porto-flip est un cocktail constitué de porto rouge, brandy et jaune d'œuf. Il s'agit d'un cocktail officiel de l'IBA.